# Neil Lennon
Neil Lennon (Lurgan, 25 juni 1971) is een Noord-Iers voormalig profvoetballer en huidig voetbaltrainer.
Gedurende zijn spelerscarrière speelde hij voor Manchester City, Crewe Alexandra en Leicester City. Na vier jaar voor Leicester City te hebben gespeeld  vertrok hij naar Celtic. In 2007 maakte hij de overstap naar Nottingham Forest, om deze club na een seizoen te verruilen voor Wycombe Wanderers, waar hij zijn profloopbaan beëindigde.
In maart 2010 werd Lennon aangesteld als trainer van Celtic, in eerste instantie als interim-coach. Lennon behaalde aanzienlijke successen als trainer van deze club. Hij won drie keer de Schotse nationale competitie, twee keer de Schotse beker en kwalificeerde zich tot tweemaal toe voor de groepsfase van de Champions League. In mei 2014 stapte hij op bij Celtic. In oktober van dat jaar werd hij aangesteld als manager van Bolton Wanderers. In maart 2016 besloot hij na onderling overleg op te stappen als manager. De club stond op dat moment laatste in de Championship, het tweede niveau van Engeland. Op 8 juni 2016 werd hij aangesteld als manager van Hibernian, dat uitkomt in de Scottish Championship, het tweede voetbalniveau van Schotland. Hij volgde Alan Stubbs op en tekende een contract voor één seizoen.